# 奄美看護福祉専門学校
奄美看護福祉専門学校とは、鹿児島県奄美市名瀬郊外にある私立の専門学校。設置者は学校法人日章学園。

## 概要
設置者は、1950年に宮崎市に設立した宮崎高等会計学院を前身とし、宮崎県と鹿児島県の他、中華人民共和国吉林省長春市でも学校を運営している学校法人日章学園。

## 沿革
- 1993年（平成5年）2月 - 名瀬市長から医療福祉専門学校の設置依頼を受ける[1]。
- 1995年（平成7年）1月 - 厚生省（現厚生労働省）から看護師養成所指定。
  - 2月 - 鹿児島県知事から私立専修学校設置認可を受ける[1]。
  - 4月 - 開学式。
- 1998年（平成10年）4月 - サングリーンホール竣工。

## 設置学科
- 医療専門課程
  - 看護学科
- 教育・社会福祉専門課程
  - こども・かいご福祉学科

## 学校行事
- 4月 - 入学式
- 5月 - 看護学科戴帽式
- 11月 - 奄専祭(学校祭)、心湊会(同窓会)総会・懇親会
- 3月 - 卒業式

## 著名な出身者

### 歌手
- 中孝介

## アクセス
- 奄美市名瀬市街（名瀬港の場合は塩浜）から小湊行きしまバスで「奄美看護学校前」下車（所要約30分）。
- 奄美大島空港からは、しまバスで名瀬市街のウエストコート前（所要約60分）で上記に乗り換え。

## 立地
奄美の市街地からひと山越えた海辺の集落の砂丘上に位置する。この砂丘は現在の海岸に近い位置にある砂丘よりも古い時代に形成されたものと考えられ、1997年、校舎の拡張工事中に遺跡が見つかったことで付近を調査したところ、ヤコウガイの貝殻を使った匙加工場や掘立柱建物跡などの遺跡が見つかり、小字の外金久（ふわがねく）を取って小湊フワガネク遺跡群と命名された。校舎に隣接して体育館を兼ねた多目的のサングリーンホール、学生食堂、女子寮のハイビスカス寮がある。また、学生寮のドームそてつは名瀬市街地の南の外れの道の島ループ橋の上の高台にあるが、学校まで自動車で15分ほどかかる。